# Posadkovno orožje
Posadkovno orožje (angleško Crew-served Weapon; kratica CSW) je vsako vojaško orožje, ki za svoje optimalno delovanje potrebuje posadko, ki šteje več kot enega člana. Vzrok za številčnejšo posadko je lahko kompleksnost delovanja (en strelec in en polnilec orožja) ali teža orožja pri transportu.

### Seznam posadkovnega orožja
- srednji mitraljezi
- težki mitraljezi
- avtomatski bombometi
- minometi
- ročno protitankovsko orožje
- ročno protiletalsko orožje

Vso to orožje pogosto imenujemo tudi podporno orožje pehote. Večina tudi omogoča pritrditev na kolesna ali gosenična bojna vozila.